# Повязка на глаз

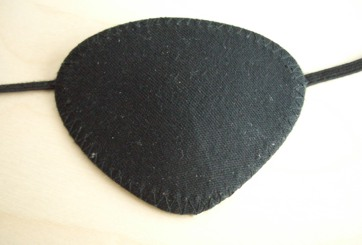
Повязка на резинке

Повязка на глаз — мягкое или жёсткое приспособление для прикрытия глаза, чаще всего представляющее собой небольшой выпуклый овал размером с куриное яйцо. Материалом может служить пластик, войлок или кожа. Имеются модели с возможностью крепления на очки. Глазная повязка является стереотипным атрибутом пиратов.

## История

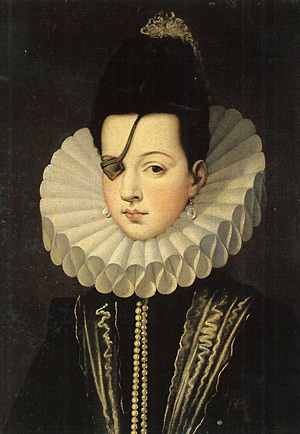
Принцесса Эболи с глазной повязкой, XVI век. Испания

До развития современной медицины глазные повязки использовались часто. Их надевали представители травмоопасных профессий, например, кузнецы. С совершенствованием медицины появились протезы (стеклянный глаз) и защитные очки, что снизило необходимость ношения глазной повязки.

## Современное ношение

### Косметическая необходимость

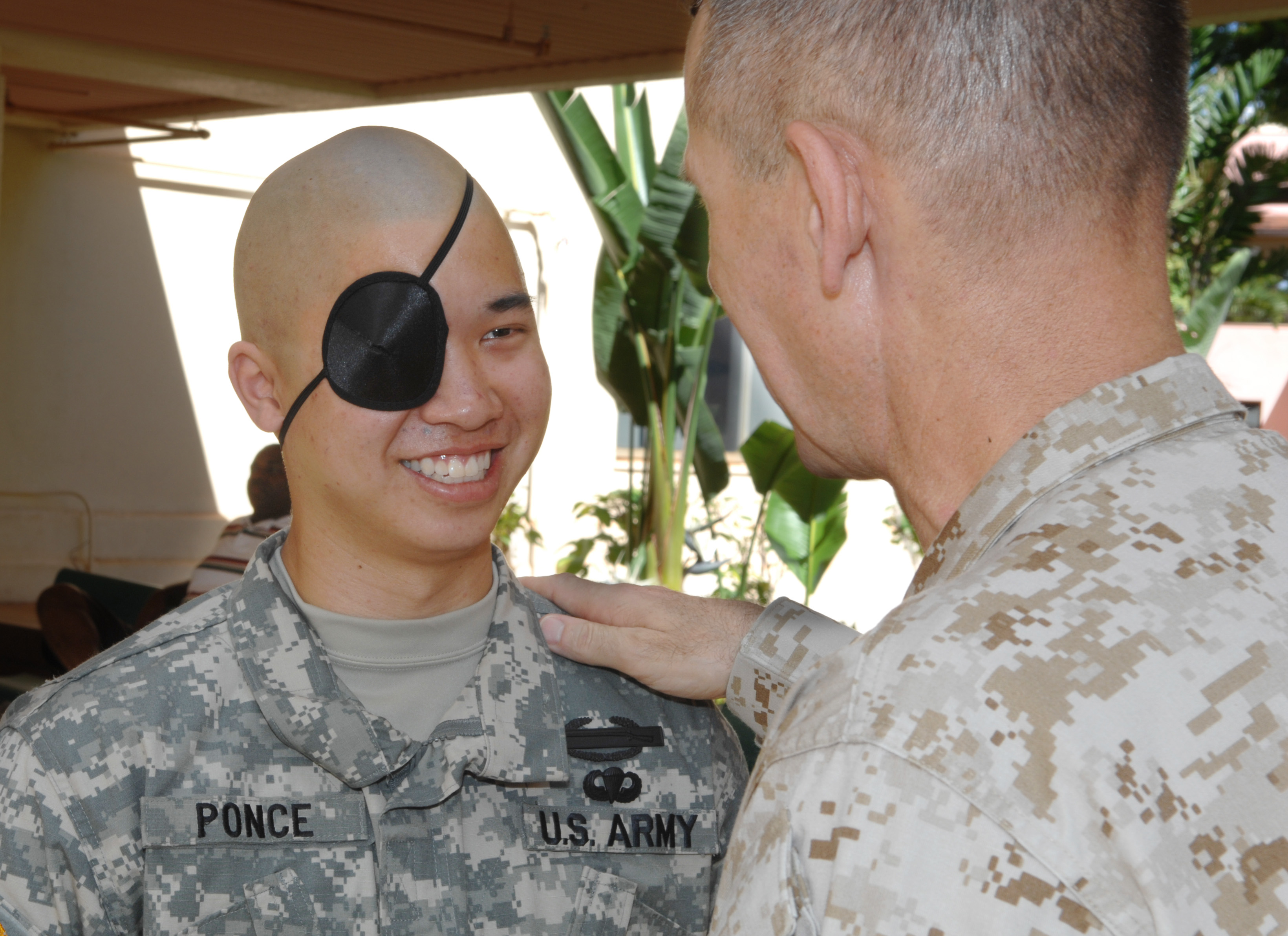
Американский солдат с повязкой на глазу в больнице

Глазную повязку в косметических целях используют для прикрытия дефектов внешности (одноглазость). Часто является аксессуаром, дополнением карнавального образа.

### Медицинская необходимость
Детям иногда закрепляют повязку на глазу для диагностики и лечения зрения одного глаза (амблиопия). Иногда комплаентность может быть улучшена за счёт использования глазного пластыря. Глазная повязка может облегчить симптомы диплопии.
Глазная повязка не подходит для обездвиживания глазного яблока, приводит к слезоточивости (например, лагофтальм). Даже после операции такая повязка не даёт соответствующую защиту из-за своего небольшого размера, также она не держится прочно на своём месте и давит на рану. В таких случаях используются медицинские повязки на глаза.

### Другое
Такая глазная повязка используется стрелковыми спортсменами, чтобы улучшить концентрацию во время прицеливания .

## Пиратская повязка
Пираты нередко изображаются с глазной повязкой. Согласно научному журналисту Кристофу Дрёссеру, такая повязка не была распространена среди пиратов. Не существует свидетельств ношения повязки из золотой эпохи пиратства, которая окончилась в 1730-е годы. Лишь спустя 100 лет появился стереотип о ношении пиратами глазной повязки, перекочевавший из художественной литературы в иллюстрации и кинематограф.